# اشتانساخ
اشتانساخ (به آلمانی: Stanzach) یک منطقهٔ مسکونی در اتریش است که در ناحیه رویت واقع شده‌است. اشتانساخ ۳۱٫۸۵ کیلومتر مربع مساحت دارد ۹۳۹ متر بالاتر از سطح دریا واقع شده‌است.